# Heinrich Reinköster
Heinrich Reinköster (* 19. März 1897 in Lenzinghausen; † 11. Mai 1967) war ein deutscher Politiker und ehemaliger Landtagsabgeordneter (SPD).

## Leben und Beruf
Nach dem Besuch der Volksschule und der Handelsschule absolvierte er eine Schneiderlehre. Von 1926 bis 1933 war Reinköster, der im Ersten Weltkrieg verwundet wurde, hauptamtlicher Sekretär des Reichsbundes der Kriegsbeschädigten.
Außerdem war er zeitweise Kaufmann und selbstständiger Schneider. Reinköster war ehrenamtlicher Richter am Bundessozialgericht. In Hamm wurde die Heinrich-Reinköster-Straße nach ihm benannt.

## Politik
Vom 20. April 1947 bis zum 23. Juli 1966 war Reinköster Mitglied des Landtags des Landes Nordrhein-Westfalen. In der ersten Wahlperiode wurde er im Wahlkreis 114 Hamm direkt gewählt. Anschließend zog er jeweils über die Landesliste seiner Partei in den Landtag ein.
Dem Rat der Stadt Hamm gehörte er ab 1946 an. 